# چاه ولی‌محمد (راسک)
چاه ولی محمد یا چاه دمبان روستایی در دهستان پیشین بخش پیشین شهرستان راسک استان سیستان و بلوچستان ایران است.

## جمعیت
بر پایه سرشماری عمومی نفوس و مسکن در سال ۱۳۹۵ جمعیت این روستا ۲۶۰ نفر (۶۳خانوار) بوده‌است.